# コッレ・ブリアンツァ
コッレ・ブリアンツァ（イタリア語: Colle Brianza）は、イタリア共和国ロンバルディア州レッコ県にある、人口約1,700人の基礎自治体（コムーネ）。

## 地理

### 位置・広がり
レッコ県南部、ブリアンツァ地方のコムーネ。県都レッコから南南西へ11km、州都ミラノから北北東へ36kmの距離にある。

#### 隣接コムーネ
隣接するコムーネは以下の通り。
- アイルーノ
- カステッロ・ディ・ブリアンツァ
- ドルツァーゴ
- エッロ
- ガルビアーテ
- オルジャーテ・モルゴラ
- サンタ・マリーア・オエ
- ヴァルグレゲンティーノ

### 気候分類・地震分類
気候分類では、zona E, 2862 GGに分類される。
また、イタリアの地震リスク階級 (it) では、zona 3 (sismicità bassa) に分類される。

## 行政

### 分離集落
以下の分離集落（フラツィオーネ）がある。
- Cagliano, Nava (sede comunale), Ravellino

### 山岳部共同体
レッコ県とベルガモ県にまたがる広域自治体「ラーリオ・オリエターレ＝ヴァッレ・サン・マルティノ山岳部共同体」  (it:Comunità montana Lario Orientale - Valle San Martino)  （事務所所在地: ガルビアーテ）を構成する自治体のひとつである。